# تكدام
تكدام (بالفارسية: تکدام) هي منطقة سكنية تقع في أردبيل في إيران. يقدر عدد سكانها بـ 29 نسمة .